# قطعنامه ۵۸۸ شورای امنیت
قطعنامه ۵۸۸ شورای امنیت سازمان ملل متحد که در تاریخ ۸ اکتبر ۱۹۸۶ تصویب شد، سندی بین‌المللی دربارهٔ ایران-عراق است. این قطعنامه طی نشست ۲۷۱۳ام با ۱۵ موافق، ۰ مخالف و ۰ ممتنع تصویب شد. عراق آنرا فورا پذیرفت ولی ایران قبول نکرد. سال بعد قطعنامه ۵۹۸ شورای امنیت سازمان ملل در تیرماه ۶۶ تصویب شد

## تصویب

### پیشینه
در پی شکایت‌های مکرر ایران مبنی بر کاربرد سلاح شیمیایی عراق در جنگ و اعزام کارشناسان سازمان ملل، گزارشی از این بمباران به دبیرکل رسید که ناگزیر رئیس شورای امنیت، بیانیه قاطعی در محکومیت کاربرد این سلاح‌ها توسط عراق صادر کرد، هر چند که در این بیانیه، «ادامه منازعه» نیز محکوم شده بود.
نیروهای ایرانی توانسته بودند پیش و پس از تصویب این قطعنامه، عملیات‌هایی را در خاک عراق تدارک کنند که به فشار بیشتر بر عراق برای پایان به جنگ مؤثر بود.

### جلسه تصویب
اتحادیه عرب، درخواست برای جلسه شورای امنیت داشت و به این درخواست پاسخ مثبت داده شد. اولین جلسه در ۱ اکتبر برگزار شد. قطعنامه ۵۸۸ شورای امنیت سازمان ملل متحد در تاریخ ۰۸ اکتبر ۱۹۸۶ طی نشست ۲۷۱۳ام با ۱۵ موافق، ۰ مخالف و ۰ ممتنع تصویب شد.

## متن قطعنامه
این قطعنامه، با احساس خطر عمیق نسبت به طولانی شدن و تشدید منازعه و با یادآوری تعهدات دولت‌ها در خودداری از کاربرد زور و حل صلح‌آمیز اختلافات، ایران و عراق را به اجرای کامل و بدون درنگ قطعنامه قبلی شورا مبنی بر آتش‌بس بین طرفین فرا می‌خواند. آن زمان در محافل ایرانی علت اصلی صدور این قطعنامه، بیشتر به خاطر تهدید ایران به انجام حمله سرنوشت‌ساز به عراق ارزیابی شد. شورا در این قطعنامه خواستار ۱۰ بند بود:
1. خواستار آن است که به‌عنوان قدم اولیه جهت حل و فصل (مناقشه) از راه مذاکره، ایران و عراق یک آتش‌بس فوری را رعایت کرده، به تمام عملیات نظامی در زمین، دریا و هوا خاتمه داده و تمام نیروهای خود را بدون درنگ به مرزهای شناخته شده بین‌المللی بازگردانند.
2. از دبیرکل درخواست می‌کند که یک تیم ناظر ملل متحد برای بررسی، تأیید و نظارت بر آتش‌بس و عقب‌نشینی نیروها اعزام نماید و همچنین از دبیرکل درخواست می‌نماید با مشورت طرفین درگیر، تدابیر لازم را اتخاذ نموده، گزارش آن را به شورای امنیت ارائه نماید.
3. مصرانه می‌خواهد اسرای جنگی آزاد شده و پس از قطع مخاصمات فعال کنونی، براساس کنوانسیون سوم ژنو در ۱۲ اوت ۱۹۴۹، بدون تأخیر به کشور خود بازگردانده شوند.
4. از ایران و عراق می‌خواهد با دبیرکل در اجرای قطعنامه و در تلاش‌های میانجی‌گرایانه برای حصول یک راه‌حل جامع، عادلانه و شرافتمندانه مورد قبول دو طرف در خصوص تمام موضوعات موجود، منطبق با اصول مندرج در منشور ملل متحد، همکاری نمایند.
5. از تمام کشورهای دیگر می‌خواهد که حداکثر خویشتنداری را مبذول دارند و از هرگونه اقدامی که می‌تواند منجر به تشدید و گسترش بیشتر منازعه گردد، احتراز کنند و بدین ترتیب اجرای قطعنامه را تسهیل نمایند.
6. از دبیرکل درخواست می‌نماید که با مشورت با ایران و عراق، مسئله تفویض اختیار به هیاتی بی‌طرف برای تحقیق راجع به مسئولیت منازعه را بررسی نموده و در اسرع وقت به شورای امنیت گزارش دهد.
7. ابعاد خسارات وارده در خلال منازعه و نیاز به تلاش‌های بازسازی با کمک‌های مناسب بین‌المللی پس از خاتمه درگیری تصدیق می‌گردد و در این خصوص از دبیرکل درخواست می‌کند که یک هیئت کارشناسان را برای مطالعه موضوع بازسازی و گزارش به شورای امنیت، تعیین کند.
8. همچنین از دبیرکل درخواست می‌کند که با مشورت با ایران و عراق و دیگر کشورهای منطقه، راه‌های افزایش امنیت و ثبات منطقه را مورد مداقه قرار دهد.
9. از دبیرکل درخواست می‌کند که شورای امنیت را در مورد اجرای این قطعنامه مطلع نماید.
10. مصمم است برای بررسی اقدامات بیشتر جهت رعایت و اجرای این قطعنامه، در صورت ضرورت جلسات دیگری مجدداً تشکیل دهد.

## واکنش‌ها

### عراق
پس از صدور قطعنامه ۵۸۸، عراق سریعا قطعنامه را پذیرفت.

### ایران
این قطعنامه توسط مقامات ایرانی، رد شد. رسانه‌های ایرانی این قطعنامه را گامی مثبت از جانب شورا برای واقع‌بینی در جنگ ایران و عراق دانستند که منجر به صدور قطعنامه ۵۹۸ و پایان جنگ شد. از انتقادهای وارد شده به این قطعنامه، عدم صراحت به استفاده سلاح شیمیایی از سوی عراقی‌ها بود.